# Henry De Vere Stacpoole
Pour les articles homonymes, voir Stacpoole.
Henry De Vere Stacpoole, né le 9 avril 1863 à Kingstown (maintenant Dún Laoghaire) en Irlande et décédé le 12 avril 1951 à Shanklin sur l'Île de Wight, est un écrivain irlandais. Il a également publié sous le pseudonyme Tyler De Saix pour une partie de son œuvre policière.
Il est notamment connu pour le roman Le Lagon bleu, plusieurs fois adapté à l'écran.

## Biographie
Médecin naval pendant plus de quarante ans, Stacpoole connaissait parfaitement les îles du Pacifique Sud. Il a souvent puisé dans cette expérience pour décrire, dans ses livres, la nature et les cultures qui lui étaient devenus familiers. Il a publié de nombreux ouvrages appartenant à de nombreux genres populaires, dont le roman policier et, surtout, le roman d'aventures. Son œuvre la plus connue demeure d'ailleurs Le Lagon bleu (intitulé La Lagune bleue dans la première traduction parue en France), un roman d'aventures à la fois exotique et romantique, publié en 1908, et adaptée depuis à quatre reprises au cinéma ou une à la télévision.
Il a également créé des romans fantastiques, ainsi qu'un roman et quelques nouvelles de science-fiction. 
Ses romans policiers, signés tantôt de son nom, tantôt du pseudonyme Tyler De Saix en Angleterre, sont tous parus en France sous son patronyme. The Man Without a Head (1908) a connu deux traductions françaises : chez Tallandier en 1911 et dans la collection Le Masque en 1930.

## Œuvre

### Romans

#### SérieLe Lagon bleu
- The Blue Lagoon (1908) Publié en français sous le titre La Lagune bleue, Paris, Hachette, coll. Les Meilleurs Romans étrangers, 1929 ; réédition de la même traduction revue et corrigée sous le titre Le Lagon bleu, Paris, Hachette, 1950
  - The Garden of God (1923)
  - The Gates of Morning (1925)
- The Girl of the Golden Reef: a Romance of the Blue Lagoon (1929)

#### Romans
- The Intended: a Novel (1894)
- Pierrot! a Story (1895)
- The Doctor: a Study from Life (1899)
- The Rapin ou Toto: a Parisian Sketch (1899)
- The Bourgeois (1901)
- Fanny Lambert: a Novel (1906)
- The Golden Astrolabe (1906), en collaboration avec W. A. Bryce
- The Meddler: a Novel of Sorts (1907), en collaboration avec W. A. Bryce
- The Crimson Azaleas: a Novel (1908)
- Patsy: a Story (1908)
- The Reavers: a Tale of Wild Adventure on the Moors of Lorne (1908), en collaboration avec W. A. Bryce
- Garryowen: The Romance of a Race-Horse (1909)
- The Pools of Silence (1909)
- The Drums of War (1910)
- The Cruise of the King Fisher: a Tale of Deep-Sea Adventure (1910)
- The Ship of Coral: A Tropical Romance (1911) Publié en français sous le titre Le Vaisseau de corail, Paris, Librairie des Champs-Élysées, Série Émeraude no 17, 1939
- The Order of Release (1912)
- The Street of the Flute-Player: a Romance (1912)
- Molly Beamish (1913)
- Bird Cay (1913)
- The Children of the Sea: a Romance (1913)
- Father O'Flynn (1914)
- The New Optimism (1914)
- Monsieur de Rochefort: A Romance of Old Paris ou The Presentation (É.-U.) (1914)
- The Blue Horizon: Romance from the Tropics and the Sea (1915)
- The Pearl Fishers (1915)
- The Red Day (1915)
- The Reef of Stars: a Romance of the Tropics ou The Gold Trail (É.-U. ) (1916) Publié en français sous le titre Le Récif des étoiles, Paris, Hachette, coll. Les Meilleurs Romans étrangers, 1930
- Corporal Jacques of the Foreign Legion (1916)
- In Blue Waters (1917)
- Sea Plunder (1917)
- The Willow Tree: the Romance of a Japanese Garden (1918)
- The Beach of Dreams: a Story of the True World (1919) Publié en français sous le titre La Baie des songes, Paris, Éditions de France, coll. Toute l'aventure, 1939
- Under Blue Skies (1919)
- A Man of the Islands (1920)
- Uncle Simon ou The Man Who Found Himself (É.-U.) (1920), en collaboration avec Margaret Stacpoole
- Satan: a Story of the Sea King's Country ou Satan: a Romance of the Bahamas (É.-U.) (1921)
- Men, Women, and Beasts (1922)
- Vanderdecken: the Story of a Man (1922) Publié en français sous le titre Le Don Quichotte des mers, Paris, Éditions de France, coll. Toute l'aventure, 1938
- Ocean Tramps (1924)
- The House of Crimson Shadows: a Romance (1925)
- Goblin Market: a Romance (1927) Publié en français sous le titre La Fugue sentimentale, Paris, Hachette, coll. Les Meilleurs Romans étrangers, 1932
- Tropic Love (1928)
- Roxanne ou The Return of Spring (É.-U.) (1928)
- Eileen of the Trees (1929)
- The Tales of Mynheer Amayat (1930)
- The Chank Shell: a Tropical Romance of Love and Treasure ou  The Island of Lost Women (É.-U.) (1930) Publié en français sous le titre La Conque de nacre, Paris, Librairie des Champs-Élysées, Série Émeraude no 7, 1938
- Pacific Gold (1931) Publié en français sous le titre L'Or du Pacifique, Paris, Librairie des Champs-Élysées, Série Émeraude no 4, 1938
- Love on the Adriatic (1932)
- The Lost Caravan (1932)
- Mandarin Gardens (1933)
- The Naked Soul: The Story of a Modern Knight (1933)
- The Longshore Girl: a Romance (1935)
- Ginger Adams (1937)
- High-Yaller (1938)
- Due East of Friday (1939)
- An American at Oxford (1941)
- Oxford Goes to War: a Novel (1943)
- Harley Street: a Novel (1946) Publié en français sous le titre Harley Street, Paris, Hachette, coll. Les Meilleurs Romans étrangers, 1949
- The Story of My Village (1947)
- The Land of Little Horses: a Story (1949)
- The Man in Armour (1949)

### Romans policiers
- The Lady-Killer (1902)
- The Cottage on the Fells ou Murder on the Fell (1908)
- The Man Without a Head (1908), signé Tyler de Saix Publié en français sous le titre Le Mystérieux Décapité, Paris, Tallandier, coll. Romans mystérieux 1re série, 1911 Publié en français dans une autre traduction sous le titre L'Homme sans tête, Paris, Librairie des Champs-Élysées, Le Masque no 59, 1930
- The Vulture's Prey (1908), signé Tyler de Saix
- The Man Who Lost Himself (1918) Publié en français sous le titre L'Homme qui a perdu son nom, Paris, Hachette, coll. L'Énigme, 1928 Adapté au cinéma par Clarence G. Badger et George D. Baker sous le titre Le Fantôme de Lord Barington en 1920.
- Golden Ballast (1924)
- The Mystery of Uncle Bollard (1927)

### Romans fantastiques
- Death, the Knight, and the Lady: a Ghost Story (1897)
- The Starlit Garden: a Romance of the South ou The Ghost Girl (É.-U.) (1917)
- The Sunstone (1936)

### Romans de littérature d'enfance et de jeunesse
- Feyshad (1914)
- The Little Prince  (1914)
- Pierrette (1914)
- The Story of Abdul and Hafiz (1914)

### Roman de science-fiction
- The City in the Sea (1925)

### Recueils de nouvelles
- The North Sea and Other Poems (1915)
- Stories East and West: Tales of Men and Women (1926)
- The Vengeance of Mynheer Van Lok and Other Stories (1934)
- Green Coral (1935)
- Old Sailors Never Lie and Other Tales of Land and Sea by One of Them (1938)

### Poésie
- Poems and Ballads (1910)
- In a Bonchurch Garden: Poems and Translations (1937)

### Autobiographie
- Men and Mice, 1863-1942 (1942)
- More Men and Mice (1945)

### Biographie
- Francois Villon: His Life and Times, 1431-1463 (1916)

### Traduction
- The Poems of Francois Villon (1914)
- Sappho: a New Rendering (1920)

## Adaptations de son œuvre

### D'aprèsLe Lagon bleu
- Le Lagon bleu (The Blue Lagoon), film de W. Bowden et Dick Cruickshanks, sorti en 1923 au cinéma ;
- Le Lagon bleu (The Blue Lagoon), film de Frank Launder, sorti en 1949 au cinéma ;
- Le Lagon bleu (The Blue Lagoon), film de Randal Kleiser, sorti en 1980 au cinéma ;
- Retour au lagon bleu (Return to the Blue Lagoon), film de William A. Graham, sorti en 1991 au cinéma, suite du précédent ;
- Les Naufragés du lagon bleu (Blue Lagoon: The Awakening), téléfilm américain réalisé par Jake Newsome et Mikael Salomon, diffusé en 2012.

### Autres
- Bohémiens de la mer (Satan's Sister), film de George Pearson, sorti en 1925, d'après le roman Satan.